# Peppone
Peppone o, en algunas traducciones, Pepón, es el sobrenombre de Giuseppe Bottazzi el adversario permanente de Don Camilo en una serie de películas basadas en las novelas de Giovanni Guareschi. Estas películas transcurren en Brescello (no las novelas, en las que no menciona el nombre del lugar), un pequeño pueblo italiano muy tranquilo, en la llanura de Po, en los años posteriores a la II Guerra Mundial.

## Descripción del personaje
Casado con María y padre de cuatro chicos, Peppone es el propietario del garaje del pueblo, está afiliado al Partido Comunista Italiano (PCI) y es el alcalde de Brescello.
Adversario decidido y, a la vez, admirador de Don Camilo, juntos viven divertidas aventuras características de la sociedad italiana de esa época, donde se vive bien, pero donde la política tiene mucha importancia. Sus discrepancias se han llegado a resolver, a veces, como enfrentamientos de boxeo.
Peppone tiene poca instrucción académica, pero está extraordinariamente dotado para dirigir a sus compañeros del partido. También desempeña con éxito su deber de regidor del municipio, a menudo con la ayuda de su adversario político. Los dos, siempre prestos a discutir, convencidos de la bondad de sus opiniones respectivas, también están siempre dispuestos a reconciliarse y a encontrar lugares de entendimiento.
Los episodios narrados por Giovanni Guareschi nos lo muestran como un típico personaje de esta región de la llanura de Po, lleno de franqueza y simpatía. En la producción cinematográfica, Peppone es interpretado por el actor Gino Cervi y Don Camilo por Fernandel.